# Кокс, Алаква
Алаква Кокс (англ. Alaqua Cox; род. 13 февраля 1997, Меномини, Висконсин, США) — коренная американская актриса. Играет роль Майи Лопес / Эхо в Кинематографической вселенной Marvel: в сериалах Disney+ «Соколиный глаз» (2021) и «Эхо» (2024), посвящённом её персонажу.

## Ранняя жизнь и образование
Алаква Кокс родилась глухой в семье Елены и Билла Коксов. Выросла в индейской резервации Меномини (Кешена, штат Висконсин), принадлежа к нации меномини и могикан. У актрисы два брата и сестра: Уилл, Джордан и Кэти. Кокс посещала Висконсинскую школу для глухих, где играла в женской баскетбольной (с 2014 г. по 2015 г.) и волейбольной командах.
У актрисы отсутствует правая нога, в связи с чем она носит протез.

## Карьера
3 декабря 2020 года Алаква Кокс получила роль в сериале «Соколиный глаз», ставшим для неё дебютной картиной. Новость об этом сделала актрису образцом для подражания в сообществе глухих, привела к положительной реакции подавляющего большинства пользователей Твиттера, а также к поддержке глухого активиста Найл ДиМарко. В июне 2021 года один из создателей Эхо Дэвид В. Мак выразил благодарность Кокс за изображение молодёжи коренных народов и с проблемами слуха, прокомментировав: «Я преподавал в Школе для глухих в Африке, Азии [и] Европе во время работы для Государственного департамента США, студенты любят Эхо [и] будут этому рады», имея в виду новости о начале работ над сериалом «Эхо».
Кокс побывала на красной дорожке во время премьеры «Соколиный глаз», поблагодарив Marvel за то, что дали ей, новичку Голливуда, шанс процвести в кинематографической вселенной Marvel. «Это просто потрясающе, что у меня собственное шоу после «Соколиного глаза». Это была моя первая актёрская роль», — сказала Кокс репортеру из Variety. Она добавила: «Не знаю, почему они предоставляют мне такой шанс, но я за это просто благодарна. Я рада за возможность поддерживать и защищать сообщество глухих. Мы желаем добиться равенства и привлечь больше людей. Я так благодарна за все полученные перспективы». В интервью журналу D23 (Disney) Кокс рассказала о том, как Джереми Реннер и Хейли Стейнфельд приложили усилия к изучению американского языка жестов, чтобы было легче общаться с ней, на что Кокс сказала: «Я подумала, что это было мило с их стороны стараться выучить базовый американский язык жестов для общения со мной. Это очень много значит для меня, как для глухого человека».

## Фильмография
| Год  |   | Русское название | Оригинальное название | Роль             |
| ---- | - | ---------------- | --------------------- | ---------------- |
| 2021 | с | Соколиный глаз   | Hawkeye               | Майя Лопес / Эхо |
| 2024 | с | Эхо              | Echo                  | Майя Лопес / Эхо |